# ناوا ناگاتوشی
ناوا ناگاتوشی (به ژاپنی: 名和長年 Nawa Nagatoshi); نامشخص – ۷ اوت ۱۳۳۶) پرسنل نظامی در اواخر دوره کاماکورا اهل ژاپن که از دربار جنوبی در طول دوره نانبوکوچو دفاع کرد.
ناوا به عنوان پاداشی برای حمایت از امپراتور گودایگو در طول شورش گنکو به عنوان فرماندار ولایت هوکی منصوب شد.
پس از نبرد میناتوگاوا و ورود آشیکاگا تاکائوجی به کیوتو، نیروهای وفادار به مخالفت با او ادامه دادند، به ویژه، ناوا نیرویی را علیه معبد تو-جی رهبری کرد، جایی که آشیکاگا تاکائوجی امپراتور آینده امپراتور کومیو را منصوب کرده بود. اما حمله ناوا متوقف شد و ناوا کشته شد.
مقبره او در معبد ناوا در دایزن، استان توتوری محفوظ است.

## بررسی اجمالی
در سال ۱۳۳۵، زمانی که توطئه سایئونجی کینمونه برای سرنگونی دولت جدید با همکاری بقایای خاندان هوجو کشف شد و او دستگیر شد، او در حین تبعید به ولایت ایزومو اعدام شد. علاوه بر این، او با آشیکاگا تاکائوجی که روکوهارا تاندای را در کیوتو در جریان جنبش ضد شوگونی نابود کرد، مخالفت کرد و شاهزاده امپراتوری شاهزاده موری‌یوشی را که با امپراتور گودایگو دشمنی داشت، همراه با یوکی چیکامیتسو دستگیر کرد.
هنگامی که آشیکاگا تاکائوجی در پاسخ به انقیاد پس از شورش ناکاسندای، دولت کنمو را ترک کرد، او به عنوان عضوی از دربار به همراه کوسونوکی ماساشیگه و نیتا یوشی‌سادا با آشیکاگا تاکائوجی جنگید، اما در نبرد میناتوگاوا در سال ۱۳۳۶. پس از آن، او توسط آشیکاگا تاکائوجی که وارد کیوتو شده بود، شکست خورد و در جنگ جان باخت. در مورد جایی که او در جنگ جان باخت.
پس از سال‌ها مرگ، «میکی ایچیگوسا» که از نعمت‌های امپراتور گو-دایگو بهره‌مند شده بود و شکوفا شده بود، به پایان رسید. «هانچوجی انگی» سال‌ها کشته شدن جنگ را به‌عنوان «فال بد برای دربار جنوب» توصیف می‌کند و همان‌طور که حقیقت داشت، دربار جنوبی که درباریان را یکی پس از دیگری از دست داده بود، مجبور به قبول موقعیت فرودستی شد.